# Boult-sur-Suippe

Boult-sur-Suippe este o comună în departamentul Marne, Franța. În 2009 avea o populație de 1,612 de locuitori.